# Brachypetersius cadwaladeri
Brachypetersius cadwaladeri е вид лъчеперка от семейство Alestidae. Видът не е застрашен от изчезване.

## Разпространение
Разпространен е в Демократична република Конго.

## Описание
На дължина достигат до 4,3 cm.